# Публий Корнелий Анулин (консул 199 г.)
Вижте пояснителната страница за други личности с името Публий Корнелий Анулин.
Публий Корнелий Анулин (на латински: Publius Cornelius Anullinus) e политик, генерал и сенатор на Римската империя през 2 век. Той е много добър приятел и привърженик на император Септимий Север.

## Биография
Произлиза от Illiberis (днес Гранада) в Бетика.
През 175 г. става суфектконсул заедно с Дидий Юлиан. От 177 г. е легат на VII Близначен легион и се бие против маврите. След това през 180 г. е управител на провинция Горна Германия. Той е като военачалник в гражданската война за наследник на Комод († 31 декември 192 г.) на страната на Септимий Север и побеждава Песцений Нигер. През 193 г. е проконсул на провинция Африка. През 195 г. участва в похода против Adiabene и Osrhoene. През 199 – 203 г. е градски префект (Управител на Рим). През 199 г. е редовен консул.

## Деца
- Публий Корнелий Анулин, консул през 216 г.[1]